# Desojo
Desojo è un comune spagnolo di 126 abitanti situato nella comunità autonoma della Navarra.